# Slijmbeurs

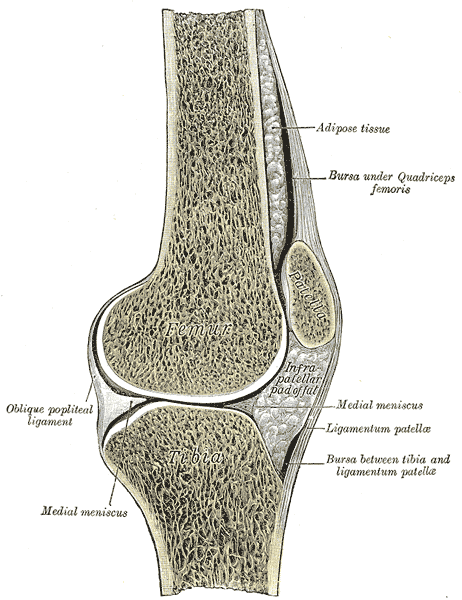
Bursae zichtbaar rechtsboven- en onder

Een slijmbeurs of bursa is een met vocht gevuld 'kussentje' tussen een pees en de onderliggende botstructuur bij een gewricht, dicht bij de aanhechting van de pees op het bot. De slijmbeurs zorgt voor het nagenoeg wrijvingloos kunnen bewegen van het gewricht zonder dat de pees over het bot of de huid schuurt. Slijmbeurzen bevinden zich onder andere op de hiel, knie, elleboog, schouder en heup.  Ontsteking van een slijmbeurs wordt bursitis of slijmbeursontsteking genoemd.